# Szarik

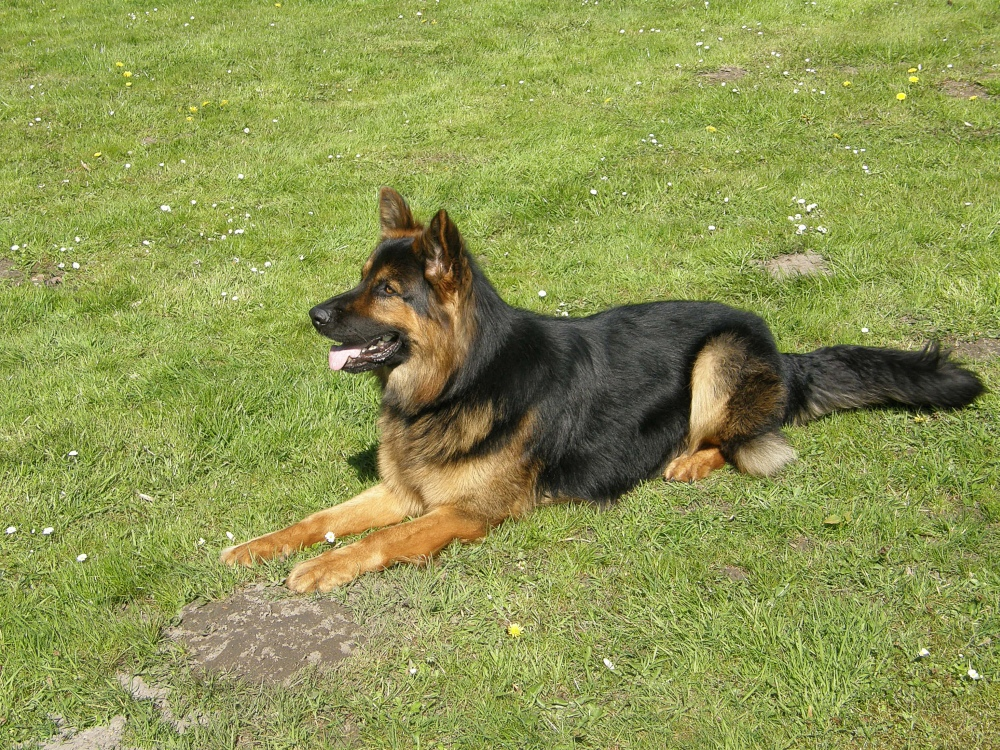
Altdeutscher Schäferhund

Szarik (deutsch: Scharik) ist durch die Kultfilmserie Vier Panzersoldaten und ein Hund (Originaltitel Czterej pancerni i pies) der bekannteste Altdeutsche Schäferhund in der Geschichte des Polnischen Fernsehens. Szarik (ша́рик) bedeutet im Russischen Kügelchen, Ball oder Murmel (im Polnischen umgangssprachlich eher Die grauen Zellen oder Grips). Als treuer Begleiter der vier Panzerfahrer beweist der Hund immer außergewöhnlichen Mut sowie Intelligenz und rettet nicht nur einmal in heldenhaften Aktionen die Besatzungsmitglieder des Panzers „Rudy“. Er ist der eigentliche Held der Serie, vergleichbar mit dem Hund Rex in der Krimiserie Kommissar Rex. Nach ihm wurden viele Hunde in Polen benannt, sogar die Dackel. Auch in der DDR war Szarik ein bekannter Hundename.
In der Serie wird Szarik bis auf zwei Ausnahmen von „Trymer“, einem polnischen Polizeihund, gespielt.

## DVD
- Vier Panzersoldaten und ein Hund. Silver-Edition (2011): 8 DVDs, Deutsch und Polnisch (Dolby Digital 2.0), Dolby, HiFiSound, PAL, s/w-Bildformat: 4:3, FSK: 12 Jahre, Dauer: 1.145 min, Pandastorm Pictures (Icestorm Distribution GmbH)